# Матчи сборной России по регби 2002
В 2002 году сборная России по регби провела 12 тест-матчей, 6 из которых завершились победой, один вничью, а 5 — поражениями. Пять матчей проходили в рамках Кубка европейских наций сезона 2003/2004, один был товарищеским тест-матчем, шесть — в рамках отбора на чемпионат мира по регби 2003 года.

## Список матчей
Кубок европейских наций 2001/2002. 1-й тур
| 3 февраля 2002 | \| Россия \| 35:25[1] \| Испания \| | Краснодар, Юность Судья: Элио Пери |
| Россия         | 35:25                               | Испания                            |

Кубок европейских наций 2001/2002. 2-й тур
| 17 февраля 2002 | \| Россия \| 73:10[2] \| Нидерланды \| | Краснодар  |
| Россия          | 73:10                                  | Нидерланды |

Кубок европейских наций 2001/2002. 3-й тур
| 3 марта 2002 | \| Грузия \| 12:12[3] \| Россия \| | Тбилиси |
| Грузия       | 12:12                              | Россия  |

Кубок европейских наций 2001/2002. 4-й тур
| 24 марта 2002 | \| Россия \| 22:27[4] \| Румыния \| | Краснодар |
| Россия        | 22:27                               | Румыния   |

Кубок европейских наций 2001/2002. 5-й тур
| 7 апреля 2002 | \| Португалия \| 13:38[5] \| Россия \| | Лиссабон |
| Португалия    | 13:38                                  | Россия   |

Отборочный турнир чемпионата мира 2003 (зона Европы). 3-й раунд, группа B
| 5 мая 2002 | \| Чехия \| 17:37[6] \| Россия \| | Прага  |
| Чехия      | 17:37                             | Россия |

Товарищеский тест-матч
| 19 мая 2002 | \| Япония \| 59:19[7] \| Россия \| | Токио  |
| Япония      | 59:19                              | Россия |

Отборочный турнир чемпионата мира 2003 (зона Европы). 3-й раунд, группа B
| 1 июня 2002 | \| Россия \| 65:3[8] \| Нидерланды \| | Монино     |
| Россия      | 65:3                                  | Нидерланды |

Отборочный турнир чемпионата мира 2003 (зона Европы). 4-й раунд, группа B
| 21 сентября 2002 | \| Россия \| 3:35[9] \| Ирландия \| | Красноярск |
| Россия           | 3:35                                | Ирландия   |

Отборочный турнир чемпионата мира 2003 (зона Европы). 4-й раунд, группа B
| 13 октября 2002 | \| Грузия \| 17:13[10] \| Россия \| | Тбилиси |
| Грузия          | 17:13                               | Россия  |

Отборочный турнир чемпионата мира 2003 (зона Европы). 5-й раунд, первый матч
| 27 октября 2002 | \| Испания \| 3:36[11] \| Россия \| | Мадрид |
| Испания         | 3:36                                | Россия |

Отборочный турнир чемпионата мира 2003 (зона Европы). 5-й раунд, ответный матч
| 24 ноября 2002 | \| Россия \| 22:38[13] \| Испания \| | Краснодар |
| Россия         | 22:38                                | Испания   |

## Итоги
В результате розыгрыша Кубка европейских наций сезона 2001/2002 Россия заняла 3-е место и получила бронзовые медали. Также сборная России прошла 3-й, 4-й и 5-й европейские отборочные раунды к Кубку мира, обыграв Испанию в 5-м раунде по сумме двух встреч и выйдя в стыковые матчи против Туниса, однако позже была дисквалифицирована (см. ниже).

## Скандалы
- Перед матчем сборных России и Грузии у гостиницы, где остановились россияне, всю ночь были слышны громкие крики и выстрелы, а во время матча всякий раз в российских игроков, останавливавшихся в зачётке, летели бутылки и камни[14].
- В связи с незаконным заигрыванием трёх южноафриканских регбистов (Вернер Питерс, Райнер Фольшенк и Йохан Хендрикс), у которых не были обнаружены документы, свидетельствующие об их русских корнях, сборная России была дисквалифицирована 22 января 2003 года и лишена права играть стыковые матчи против Туниса[15][16].